# سالوادور آلنده
سالوادور گی‌یرمو آلنده گوسنز (به اسپانیایی: Salvador Allende) (۲۶ ژوئن ۱۹۰۸، سانتیاگو – ۱۱ سپتامبر ۱۹۷۳، سانتیاگو) سیاست‌مدار مارکسیست و از بنیان‌گذاران حزب سوسیالیست شیلی بود.

## زندگی
آلنده در ۲۶ ژوئنِ ۱۹۰۸ در سانتیاگو متولد شد.  وی فرزند سالوادور آلنده کاسترو و لورا گوسنس اوریبه بود. خانواده آلنده به طبقه متوسط بالاتر شیلی تعلق داشتند و دارای یک سنت طولانی درگیری سیاسی در اهداف مترقی و لیبرال بود. پدر بزرگ وی یک پزشک برجسته و طرفدار جنبش اصلاح‌گرا بود که یکی از اولین مدارس سکولار را در شیلی تأسیس کرد. سالوادور آلنده از تبار اسپانیایی (باسک) و بلژیکی (فلاندری) بود.

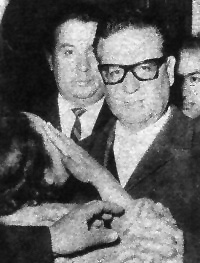
سالوادور آلنده در ۱۹۶۴

## فعالیت‌های سیاسی
او از نوامبر ۱۹۷۰ تا سرنگونی و مرگش در پی کودتای ۱۱ سپتامبر ۱۹۷۳ میلادی، رئیس‌جمهوری شیلی بود.
از او به عنوان اولین رئیس‌جمهوری مارکسیست که با رأی و دموکراسی به قدرت رسید نام می‌برند.
سالوادور آلنده بیش از چهل سال در صحنهٔ سیاسی شیلی و حزب سوسیالیست شیلی حضور داشت. او پیش از رسیدن به ریاست جمهوری در انتخابات ۱۹۷۰ در مقام‌های سناتور، نماینده مجلس و  وزیر کابینه فعالیت می‌کرد. وی پزشک بود و مدتی به عنوان وزیر بهداشت خدمت نمود. آلنده سه بار در سال‌های ۱۹۵۲، ۱۹۵۸ و ۱۹۶۴ کاندیدای ریاست جمهوری شده و شکست خورده بود تا این که در ۱۹۷۰ بالاخره در انتخابات برنده شد و تنها با ۳/۱٪ اختلاف با نفر دوم و ۸ درصد اختلاف با نفر سوم، از سوی مجلس به ریاست جمهوری برگزیده شد.
سوای مرگ ارنستو چه‌گوارا، مرگ هیچ سیاستمدار دیگری نتوانسته است به اندازه مرگ بحث‌برانگیز سالوادور آلنده، نمادی برای سبعیت و در عین حال آرمان‌خواهی جنبش سوسیالیستی آمریکای‌لاتین دهه‌های ۱۹۶۰ و ۱۹۷۰ میلادی باشد. او که در اصل پزشک بود، نخستین سیاستمدار مارکسیستی بود که در آمریکای‌لاتین با رأی مردم به قدرت رسید.
آلنده سوسیالیستی میانه‌رو بود که جناح چپ شیلی را متحد کرد و تا زمانی که قدرت را در دست داشت پروژه‌ها و طرح‌های بلندپروازانه ملی‌گرایانه‌ای را در پیش گرفت. اقداماتی که موجبات خشم جناح راست شیلی و قدرت‌های خارجی را فراهم آورد. در ماه سپتامبر سال ۱۹۷۳، ژنرال پینوشه، با همکاری و پشتیبانی ایالات متحده آمریکا، حکومت آلنده را برانداخت و حکومت دیکتاتوری خود را بر پا کرد. حکومتی که نزدیک ۲ دهه شیلی را با مشت‌های آهنینش اداره کرد و هزاران کشته و تبعیدی برجای گذاشت.
روز ۱۱ سپتامبر ۱۹۷۳، نیروهای ارتش به رهبری پینوشه به کاخ ریاست‌جمهوری شیلی یا پالاسیو لاموندا حمله کردند. علی‌رغم حمله سربازان پینوشه به لاموندا، آلنده گفته بود که آنها نخواهند توانست زنده دستگیرش کنند. در همین حین و پیش از اینکه کاخ به تصرف نیروهای کودتا درآید، آلنده سخنرانی مشهور وداع خود با مردم شیلی را به صورت زنده از رادیو انجام داد. او در این واپسین دقایق حیاتش خطاب به مردم شیلی از عشقش به میهن و ایمان عمیق و خدشه‌ناپذیرش به آینده گفت. او گفت که تعهدش به مصالح شیلی اجازه نمی‌دهد راه ساده‌تر را انتخاب کند و پیشنهاد فرار از کشور را بپذیرد و اینکه اگر تسلیم شود «خائنین» از آن ابزاری تبلیغاتی خواهند ساخت. و سرآخر از سخنانش این‌طور برمی‌آمد که قصد دارد تا آخرین قطره خونش بجنگد.
حوالی ساعت ۵۰: ۱ رئیس‌جمهور آلنده به نگهبانان کاخ و تمام کسانی که آن‌جا بودند دستور داد تسلیم شوند. نگهبانان و سایر افراد صفی از طبقه دوم کاخ تا در خیابان مورانده به صف ایستادند. آلنده با تک‌تک آن‌ها دست داد و از آن‌ها تشکر کرد که در این دقایق سخت در کنار او مانده‌اند. او از انتهای صف شروع کرد و تا بالای پله‌ها رفت، بعد به سمت تالار استقلال رفت که در شمال شرقی طبقه دوم کاخ بود.
از زمان مرگ آلنده تاکنون، هواداران او همواره بر کشته شدنش به‌دست نیروهای کودتا تأکید داشته‌اند و از نحوه کشتن وحشیانه او داستان‌ها بافته‌اند. فیدل کاسترو چند روز بعد از کودتای شیلی در سخنرانی‌ای خطاب به حدود ۱ میلیون کوبایی گفت که آلنده در لاموندا در حالی که خودش را در پرچم شیلی پیچیده بود و به سوی سربازان خائن کودتا شلیک می‌کرد، کشته شده است. روایت دیگری هم هست که می‌گوید آلنده روی پله‌های خارجی کاخ ریاست‌جمهوری در حال مبارزه کشته شده است.
سخنرانی وداع آلنده با مردم، دقایقی پیش از مرگ:
«کارگران میهنم، من به شیلی و سرنوشت آن ایمان دارم. مردان دیگری خواهند آمد و بر این روزگار تاریک و تلخ که خیانت بر کشور سایه افکنده، پیروز خواهند شد. به یاد داشته باشید، زودتر از آن‌چه فکرش را بکنید، راه‌های بسیاری پیش پایتان گشوده خواهد شد و شما مردان آزاد را به سوی ساختن جامعه‌ای بهتر هدایت خواهند کرد. زنده‌باد شیلی! زنده‌باد مردم! زنده‌باد کارگران!»

## کودتای نظامی شیلی
در ماه سپتامبر همان سال تلاش کرد طی لایحه‌ای قانون اساسی را تغییر دهد که دولت او در ۱۱ سپتامبر ۱۹۷۳ و با کودتای نظامی به رهبری ژنرال پینوشه، فرمانده ارتش، سرنگون شد. اسناد فراوانی حاکی از حمایت و پشتیبانی دولت وقت ایالات متحده از این کودتا وجود دارد. طبق اعلام رسمی، پرزیدنت آلنده با یک کلاشینکف اهدایی از سوی فیدل کاسترو خودکشی کرده‌است. بنابر اسناد و منابع تاریخی و همچنین فیلم‌های مستند، وی هنگام به توپ بسته شدن کاخ ریاست جمهوری در جریان کودتای ۱۱ سپتامبر جان باخت.
به گفته منابع نظامی، آلنده خواستار آتش‌بسی ۵ دقیقه‌ای شد تا بتواند استعفا بدهد، اما نیروهای ارتش با اشاره به این که تک تیراندازهای وفادار به رئیس‌جمهور از ساختمان‌های مجاور کاخ ریاست جمهوری در حال تیراندازی هستند، با این درخواست آلنده مخالفت کردند.
گفته شده دست کم ۱۷ بمب بر کاخ ریاست جمهوری ریخته شد. بنا به گفته منابع رسمی، سالوادور آلنده به هنگام یورش نیروهای نظامی به کاخ با اسلحه خودکشی کرد.
دولت او در ۱۱ سپتامبر ۱۹۷۳ و با کودتایی نظامی به رهبری ژنرال پینوشه، فرمانده ارتش، سرنگون شد.